# Polyacetylener
Betegnelsen polyacetylener bruges forvirrende om to forskellige grupper af kemiske stoffer
- Syntetiske polymerer af acetylen, der er kæder af carbonatomer med alternerende dobbeltbindinger, såkaldte polyener
- Naturstoffer med to eller flere trippelbindinger (ofte med flere dobbeltbindinger, såkaldte polyyner

## Polyener
Tilsætning af små mængder af andre kemiske stoffer til de lineære syntetiske polymerer af acetylen giver en elektrisk ledende polymer, et "plastikmetal". Tilsætningsstoffer kan f.eks. være et halogen eller et alkalimetal, se doteringsmiddel. Sådanne "forurenede" polymerer startede udviklingen af elektrisk ledende organiske stoffer (se også grafen) og gav tre forskere Nobelprisen i kemi i 2000: Hideki Shirakawa, Alan Heeger og Alan MacDiarmid

## Polyyner
I gulerod og ginseng findes polyacetylener som falcarinol, et toxin, der beskytter roden mod svampeangreb. I forsøg har man vist at polyacetylener har en positiv virkning mod inflammation og cancer. Sandeltræ-ordenen indeholder også polyacetylener.